# Catedral de Santa Teresa (Yuba)
La Catedral de Santa Teresa  o bien Catedral de Yuba (en inglés: Cathedral of St. Therese) es el nombre que recibe un edificio religioso ubicado en la Avenida Unity (Unidad) en Baḩr al Jabal (Central Equatoria) concretamente en el barrio de Kotor en la localidad de Yuba, capital del país africano de Sudán del Sur, y que funciona como la sede del arzobispo de la arquidiócesis de Yuba (en latín: Archidioecesis Iubaensis, creada el 12 de diciembre de 1974). Su construcción comenzó en 1952.
Durante la guerra civil en Sudán del Sur cerca de 5000 personas se refugiaron en la catedral en Juba, durante días por los violentos enfrentamientos entre facciones rivales del ejército nacional.